# Novi Kozjak
Novi Kozjak (ćir.: Нови Козјак, njem.: Ferdinandsdorf,  mađ.: Ferdinandfálva) je naselje u općini Alibunar u Južnobanatskom okrugu u Vojvodini, naseljeno pretežno Srbima.

## Ime naselja
Prvo ime naselja je bilo Ferdinandsdorf (Ferdinandsdorf - Ferdinandovo selo), u čast tadašnjeg cara Ferdinanda. Kasnije, poslije revolucije iz 1848. godine, naziv biva mađariziran u Ferdinandfálva. Ovo se ime održalo sve do 1918., kada dobiva naziv Ferdin. Ovaj naziv je selo nosilo do 1947. godine (iako ga stanovnici i danas često koriste), kada je, na prijedlog Narodnog odbora, u znak sjećanja na revolucionarne događaje na planini Kozjak u Makedoniji i na istoimeno spaljeno selo u podnožju planine, promijenjeno u Kozjak, a 1951. godine u današnji oblik Novi Kozjak.

## Stanovništvo
U naselju Novi Kozjak živi 768 stanovnika, od toga 643 punoljetnih stanovnika, a prosječna starost stanovništva iznosi 44,5 godina (43,1 kod muškaraca i 45,8 kod žena). U naselju ima 268 domaćinstava, a prosječan broj članova po domaćinstvu je 2,87.
Prema popisu iz 1991. godine u naselju je živjelo 997 stanovnika.
| Etnički sastav 2002. |            |        |
| Narod                | Stanovnika | %      |
| Srbi                 | 695        | 90,49% |
| Rumunji              | 29         | 3,77%  |
| Jugoslaveni          | 10         | 1,30%  |
| Slovaci              | 8          | 1,04%  |
| Mađari               | 8          | 1,04%  |
| Romi                 | 7          | 0,91%  |
| Hrvati               | 1          | 0,13%  |
| Bošnjaci             | 1          | 0,13%  |
| nepoznato            | 0          | 0,0%   |

| broj stanovnika | 1441  | 1415  | 1428  | 1281  | 1170  | 997   | 768   |
|                 | 1948. | 1953. | 1961. | 1971. | 1981. | 1991. | 2001. |

## Vanjske poveznice
- [neaktivna poveznica]